# Elezioni parlamentari a São Tomé e Príncipe del 2018
Le elezioni parlamentari a São Tomé e Príncipe del 2018 si sono tenute il 7 ottobre per il rinnovo dell'Assemblea nazionale.

## Risultati
| Liste                                                                             | Voti   | %     | Seggi |
| --------------------------------------------------------------------------------- | ------ | ----- | ----- |
| Azione Democratica Indipendente (ADI)                                             | 32 731 | 44,20 | 25    |
| Movimento di Liberazione di São Tomé e Príncipe/Partito Socialdemocratico (MLSTP) | 31 493 | 42,53 | 23    |
| PCD - MDFM-PL - UDD (Coligação)                                                   | 7 416  | 10,01 | 5     |
| Movimento Cittadini Indipendenti di São Tomé e Príncipe (MCISTP)                  | 1 153  | 1,56  | 2     |
| Partito Forza del Popolo di São Tomé e Príncipe (PFPSTP)                          | 828    | 1,12  | –     |
| Movimento Socialdemocratico - Partito Verde di São Tomé e Príncipe (MSDPV)        | 433    | 0,58  | –     |
| Totale                                                                            | 74 054 | 100   | 55    |